# Nonna Felicita
Nonna Felicita è un film del 1938 diretto da Mario Mattoli, seguito di Felicita Colombo dell'anno precedente.
Nella colonna sonora del fim è presente la canzone Non sei più la mia bambina, eseguita da Enzo Aita.

## Trama
Dopo vent'anni dall'inizio della loro collaborazione, Felicita Colombo ed il conte Scotti continuano ad occuparsi con successo della salumeria. Il conte ha ormai abbandonato ogni supponenza e lavora volentieri, pur con il suo stile, tra salumi e mortadelle. Donna Felicita si gode il suo tempo libero. Le preoccupazioni arrivano dal nipote Ambrogio che vive a Sanremo e fa la bella vita con i soldi dei nonni, i quali vengono informati che il ragazzo ha perso la testa per una ragazza francese.
I due anziani si precipitano a Sanremo e dopo diverse peripezie riescono a riportare il nipote, apparentemente pentito, a Milano. Ma la giovane francese non si dà per vinta e va a Milano per recuperare Ambrogio, che ha capito essere un buon partito. Il giovane ricasca nella rete tesa dall'avventuriera e ruba del denaro per poter fuggire con la donna.  Ma un amico riesce ad impadronirsi di una cinica lettera che lei sta spedendo in Francia, nella quale emergono tutte le sue manovre. Ambrogio capisce e si ravvede. Sventato il pericolo, Felicita ed il conte potranno finalmente rilassarsi partendo per una crociera.